# Nianell
Nianell (sinh ngày 25 tháng 9 năm 1971 với tên khai sinh Sonia Aletta Nel ở Omaruru, Namibia) là một nữ ca sĩ, nghệ sĩ dương cầm, nghệ sĩ guitar và nhà soạn nhạc người Namibia.

## Tiểu sử
Sau khi lớn lên ở Windhoek, Nianell tốt nghiệp với bằng ba năm về âm nhạc nhẹ từ Pretoria Technikon ở Nam Phi. Cô học nhạc cổ điển tại Trinity College ở London và tại Đại học Nam Phi.
Cô có một giọng hát trong bốn quãng tám và các bài hát của cô đã được mô tả là chứa các "yếu tố dân gian, pop, R & B, country, cổ điển và thậm chí cả âm nhạc Celtic". Bốn trong số các album của cô ấy (Who Painted The Moon ?, Angel Tongue, Life's Gift, và I Know I'm Lucky) đã đạt được trạng thái bạch kim ở Nam Phi. Nianell đã đạt được đĩa bạch kim quốc tế đầu tiên với bài hát "Who Painted the Moon". Các thành phần được bao phủ bởi một ca sĩ quốc tế khác, Hayley Westernra trong album Pure. Album đã bán được hơn 2 triệu bản và phiên bản của Nianell là một đĩa đơn trong album này. Vào tháng 4 năm 2011, cô phát hành album đầu tiên tại Hoa Kỳ. Cô đã giành được hai giải thưởng SAMA: Angel Tongue giành được Album tiếng Anh đương đại xuất sắc nhất và "Chúng tôi sẽ tìm một cách" giành giải Nhạc sĩ nữ xuất sắc nhất của cô.
Cô đã phát hành một bản song ca với Dozi và một album song ca khác với nghệ sĩ Afropop Romanz vào tháng 5 năm 2011.